# 三一運動

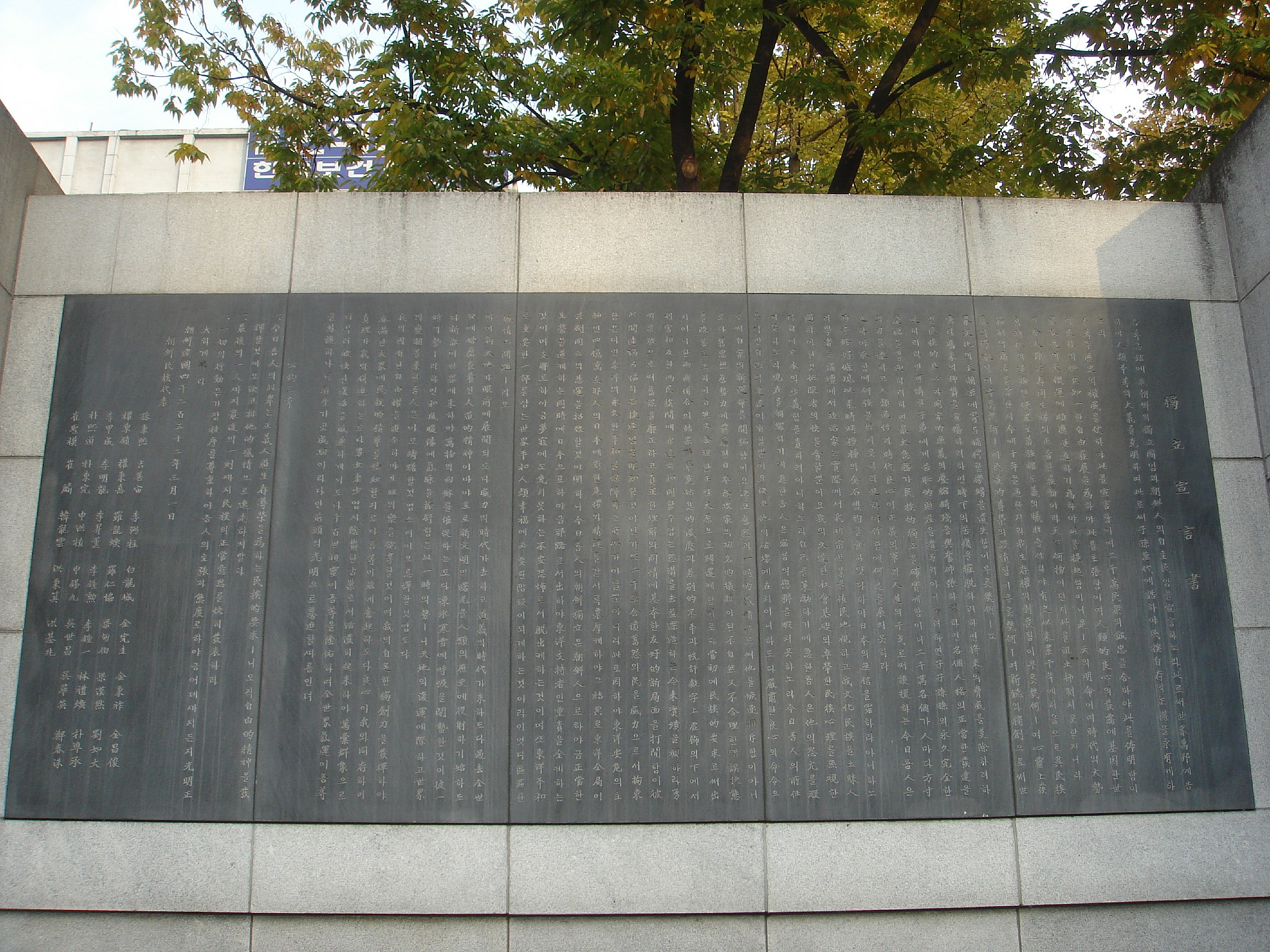
三一运动纪念碑

三一運動（：／）又稱三一獨立運動（／）、三一萬歲運動（／）等，是朝鮮日佔時期的韓國獨立運動，得名自其發起時間1919年3月1日；因發生於己未年，故又有己未獨立運動（／）、己未運動（／）之稱。
1919年3月1日，韩国独立人士在京城府（今首爾）塔谷公园宣读《独立宣言书》，向世界宣布韩国的独立，引发京城和其它多地民众的大规模反日游行示威。之后，三一运动的独立浪潮席卷整个朝鲜半岛，有200万以上群众参加了上千起反日示威和武装起义。
三一运动是韩国近现代史規模最大的全民反日救国运动，对韩国独立运动产生了深远的影响，增强了朝鲜民族的凝聚力。由于三一运动的冲击，日本在政治、经济、文化方面都对朝鮮作出让步，被迫改为文治主义为主的怀柔政策。三一运动促成了大韩民国临时政府的成立。同时三一运动也是对中国人民的抗日斗争的鼓舞，对五四运动起了催化的作用。
为了纪念三一运动的自主独立精神，巩固民族团结，培养国民的爱国心，韩国政府在1949年制定并公布了《国庆日法律》，将3月1日这一天定为全国性公休日“三一节”，并每年举办各种纪念活动。

## 历史背景
在第一次世界大戰後巴黎和會時，由於美國總統伍德罗·威尔逊提出十四點和平原則，其中包括反殖民的民族自決原則，鼓舞了當時在日本留學的韓國學生。
致力于韩国独立的高宗，一直都被日本人视为眼中钉。1919年1月22日凌晨，高宗突感浑身不适，暴亡；死后，全身有红斑，两眼发赤，尸体很快腐烂。日本当时驻朝鲜總督长谷川好道发讣告称高宗因脑溢血病逝，并宣布将在3月3日为他举行“国葬”。高宗之死，在朝鲜半岛掀起巨大波澜，广大民众认为高宗是被日本人暗中投毒致死，全国各地群情激愤，纷纷酝酿大规模的抗议示威活动。当时的韩国宗教界领袖孙秉熙与工商企业界等33人联合起草了一份《独立宣言书》，要求国际社会给予韩国独立；并决定于3月1日在塔洞公园举行群众大会，公开宣读《独立宣言书》，把国葬变成反日游行大示威。

## 经过

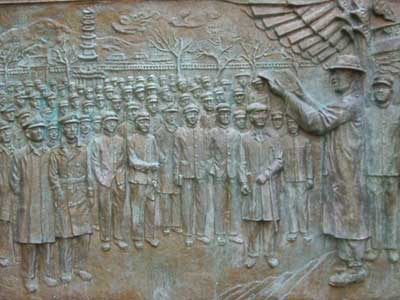
伫立于塔洞公园的三一运动浮雕

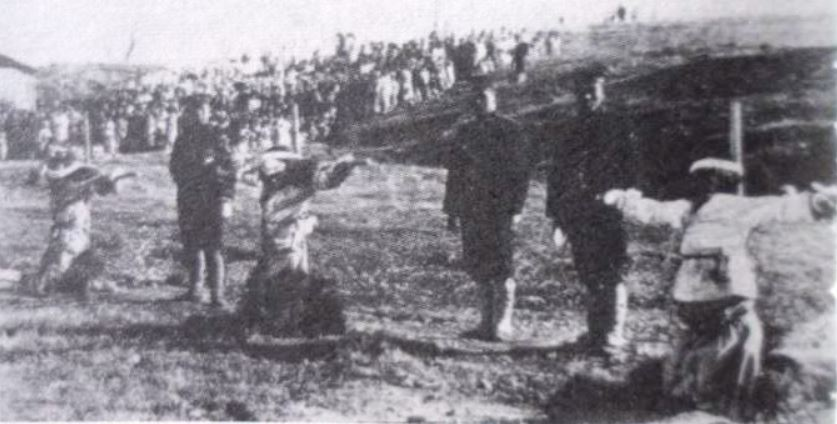
三一运动中被日本人处死的韩国人士

1919年3月1日，数万名韩国民众聚集到京城塔洞公园。学生代表宣读完《独立宣言书》后，群众情绪激昂，高呼“独立万岁”等口号游行到停放高宗灵柩的德寿宫。不断有群众加入到游行示威的队伍，到下午3时参加游行示威的群众已达30万人。同一天，在朝鲜半岛多地也同时爆发了示威活动。三一运动很快席卷整个朝鲜半岛。从3月1日到5月31日的三个月期间，朝鲜半岛有200万以上群众参加了上千起反日示威和武装起义。
三一运动遭到日本當局的武力镇压。日本增派6个营的兵力和400名宪兵去朝鲜半岛镇压三一运动。根据朴殷植《韓國獨立運動之血史》的說法，三一运动期间被杀害的韩国人数有近8,000人，1.6万人受伤，数万人被捕。1919年底，三一运动最终被日本當局镇压下去。
不过，三一运动对日本帝国主义的统治造成了冲击。時任首相的原敬改變殖民政策，在朝推動內地延長主義，改倡日鮮同祖論。此外，新任朝鮮總督齋藤實廢止總督武官制及憲兵警察制等一系列懷柔政策：政治上，以“文化政治”取代过去的“武断政治”；在经济上，废除了压制韩国本民族资本发展的法令，允许韩国人开设公司，客观上促进了韩国民族工业的发展；在教育上，1920年，初等學校改為六年制，1922年，修正朝鮮教育令，標榜「內鮮共學」；在文化上，日本政府也被迫推行“文治”，开始准许一些韩文报刊的发行。《独立新闻》、《自由》、《晨钟》等韩文报刊大都以宣传民主、救亡启蒙为己任，這些自治運動为進一步推动韩国民族解放运动的发展奠定了一定的思想基础。

## 后续及影响
三一运动被日本人镇压后，韩国独立人士纷纷流亡中国或苏联远东地区继续从事独立复国运动。七个临时性的韩国政府先后成立，其中1919年4月13日在上海霞飞路（今上海淮海中路321号）成立的大韩民国临时政府的影响最为深远。临时政府选举在美国的李承晚为总统（金九后来长期担任临时政府主席），并派代表参加巴黎和会控诉日本吞并朝鲜的罪行，要求巴黎和会作出恢复朝鲜独立的决定。
與此同時，三一运动和同年在中国爆发的五四运动时间仅隔两个月，两者相互呼应，有着相似的国际、国内背景、运动过程、运动结果。 1919年3月1日韩国爆发的三一运动受到当时中国各界密切关注。有学者认为三一运动「加速了中国人民对帝国主义和北洋军阀本质的认识」，在「反帝救亡」方式上给中国人民以启迪，成为五四运动的催化剂和行为的楷模。

## 外部参考
- 三一獨立運動